# Backwaters

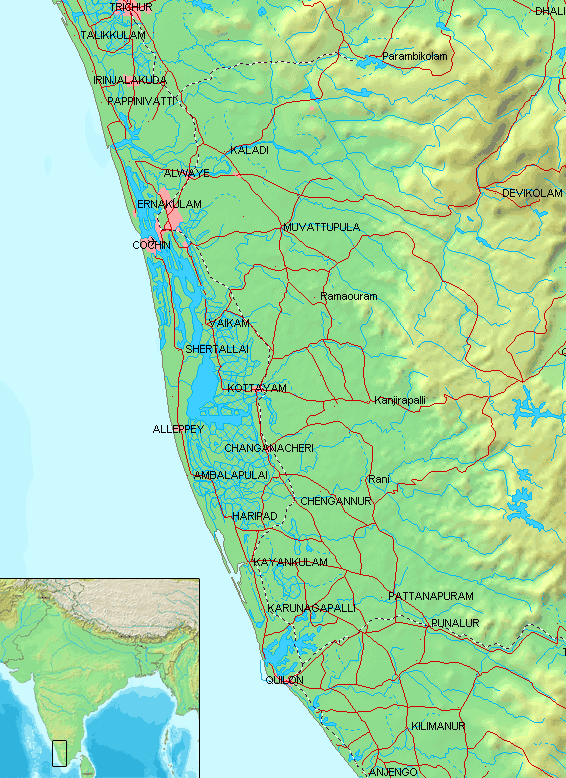
Carte des Backwaters

Les Backwaters ou Backwaters du Kerala (de l'anglais Kerala Backwaters, Backwater signifiant entre autres « eau retenue » ; en malayalam കേരളത്തിലെ കായലുകൾ (kēraḷattile kāyalugaḷ), കായൽ (kāyal) : Backwaters au singulier) sont une série de lagunes et de lacs d'eau saumâtre parallèle à la mer d'Arabie ou des Laquedives, en retrait de la côte de Malabar, paysage typique de l'État du Kerala dans le Sud de l'Inde.
Le réseau, constitué de quelque 1 500 kilomètres de canaux, tant naturels qu'artificiels, inclut plusieurs grands lacs dont l'Ashtamudi et le Vembanad. S'étendant sur pratiquement toute la longueur de la côte du Kerala, il est alimenté par une quarantaine de fleuves côtiers descendant des Ghâts occidentaux. Les lagunes ont été constituées par l'action des vagues et des courants côtiers créant une barrière d'îles basses aux embouchures des fleuves côtiers.
Le lac Vembanad, le plus grand intégré dans le réseau et couvrant une superficie de 200 kilomètres carrés, est encadré par les districts d'Alappuzha, de Kottayam et d'Ernakulam. Le port de Kochi — l'ancienne Cochin — est situé au débouché du Lac Vembanad avec la mer des Laquedives. Le lac Ashtamudi est localisé dans le district de Kollam, au sud de l'État, et la ville de Kollam (l'ancienne « Quilon ») se trouve à son débouché.
Reliées par les canaux creusés par la main de l'homme, les lagunes forment un réseau de transport de marchandises largement utilisé par l'économie locale. Les Backwaters sont aussi une importante attraction touristique du Kerala.
Une part importante des Backwaters constituent trois sites Ramsar, les zones humides d'Ashtamudi et de Vembanad-Kol, et le lac Sasthamkotta, reconnus en 2002.

## Galerie

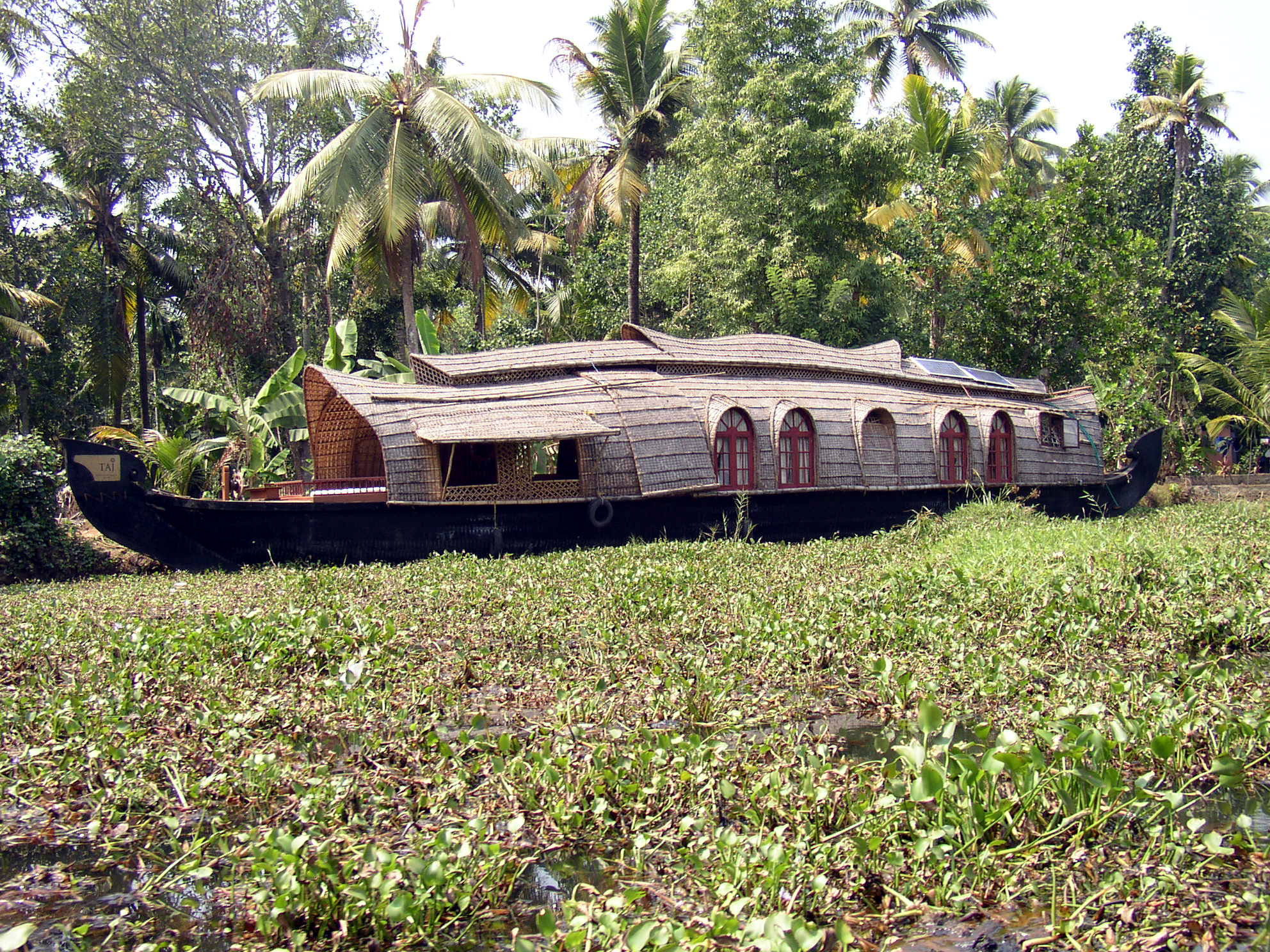
Houseboat dans un canal des Backwaters
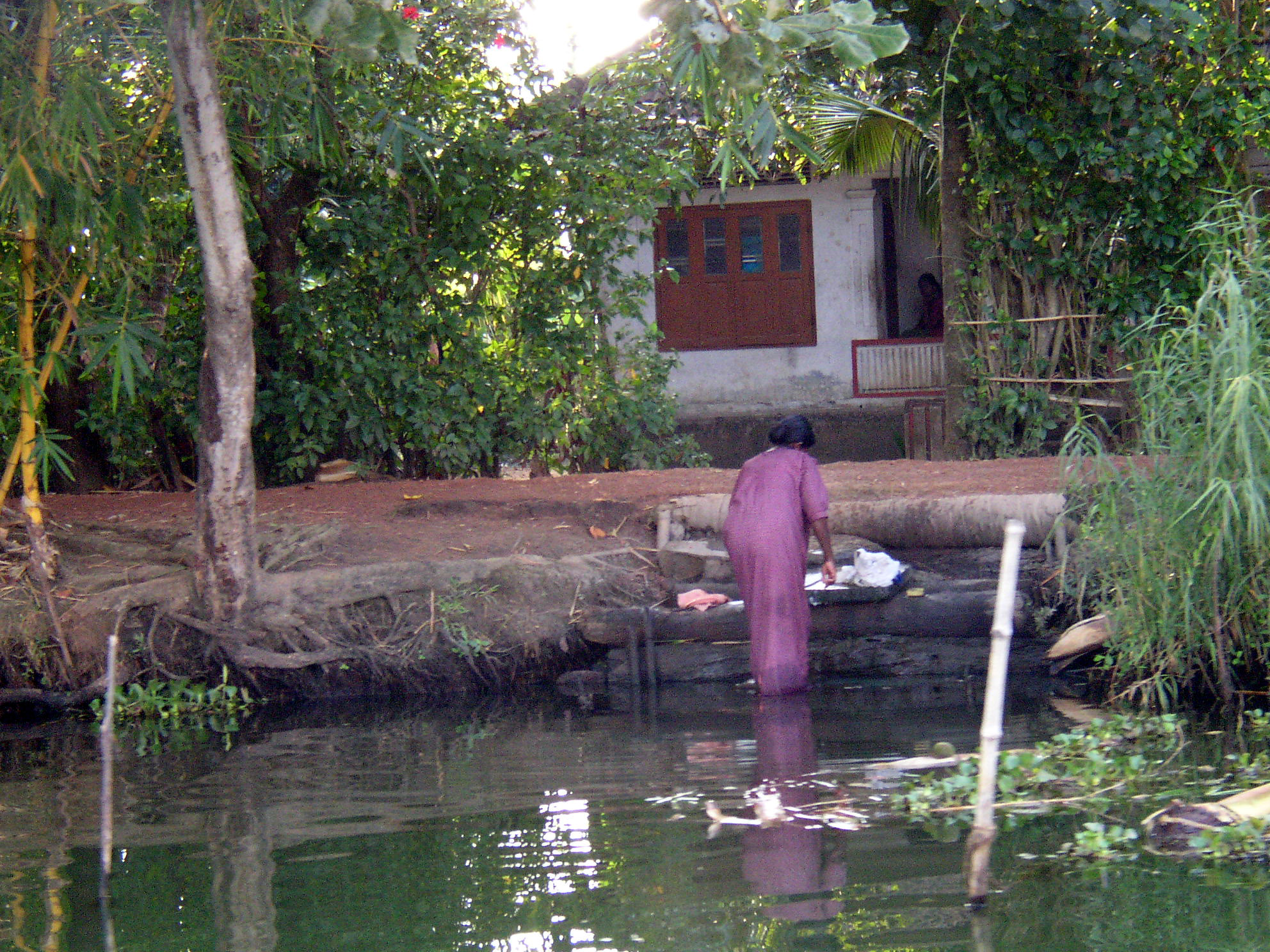
Lessive, scène de la vie quotidienne
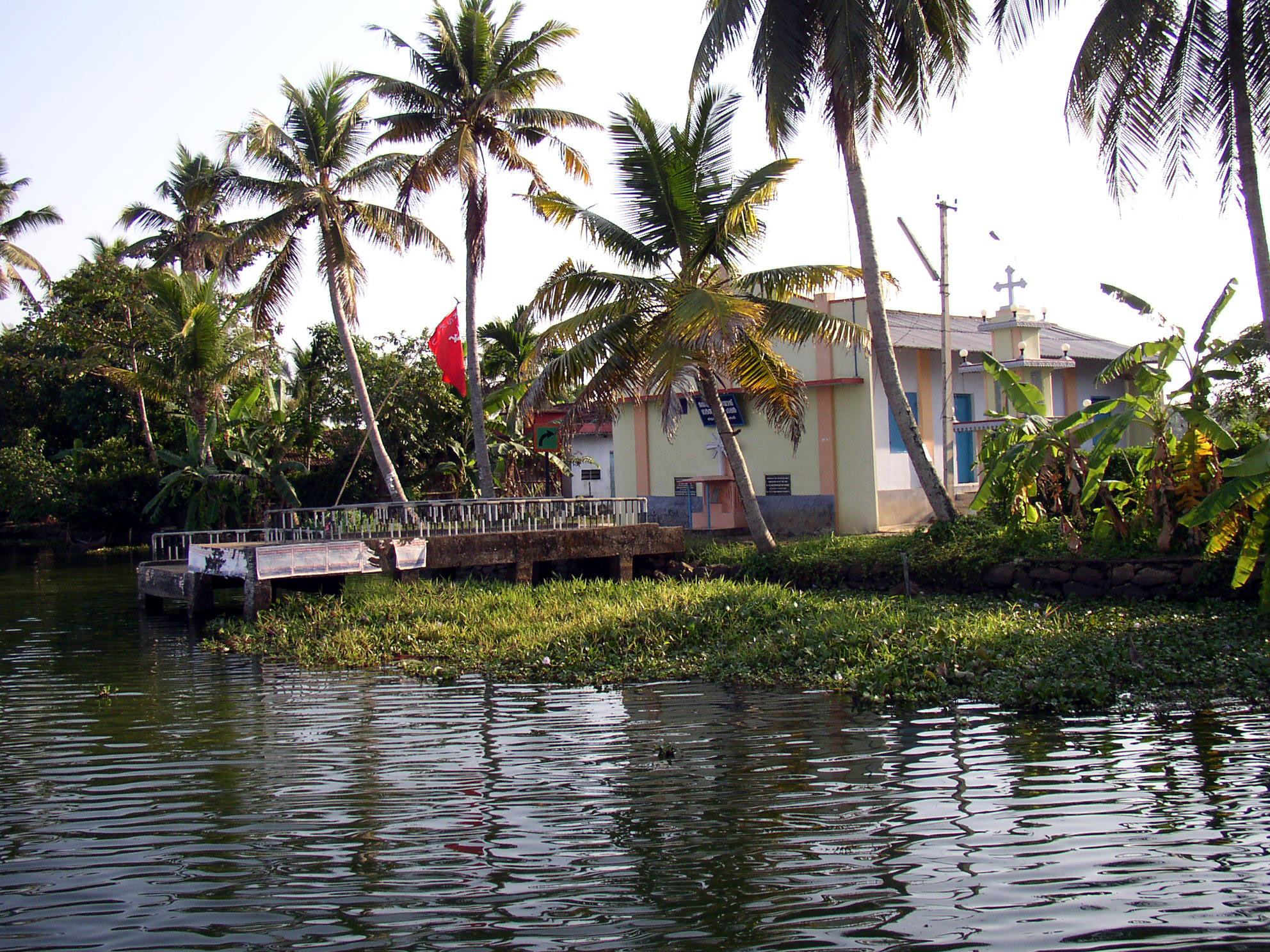
Une église catholique dans les Backwaters
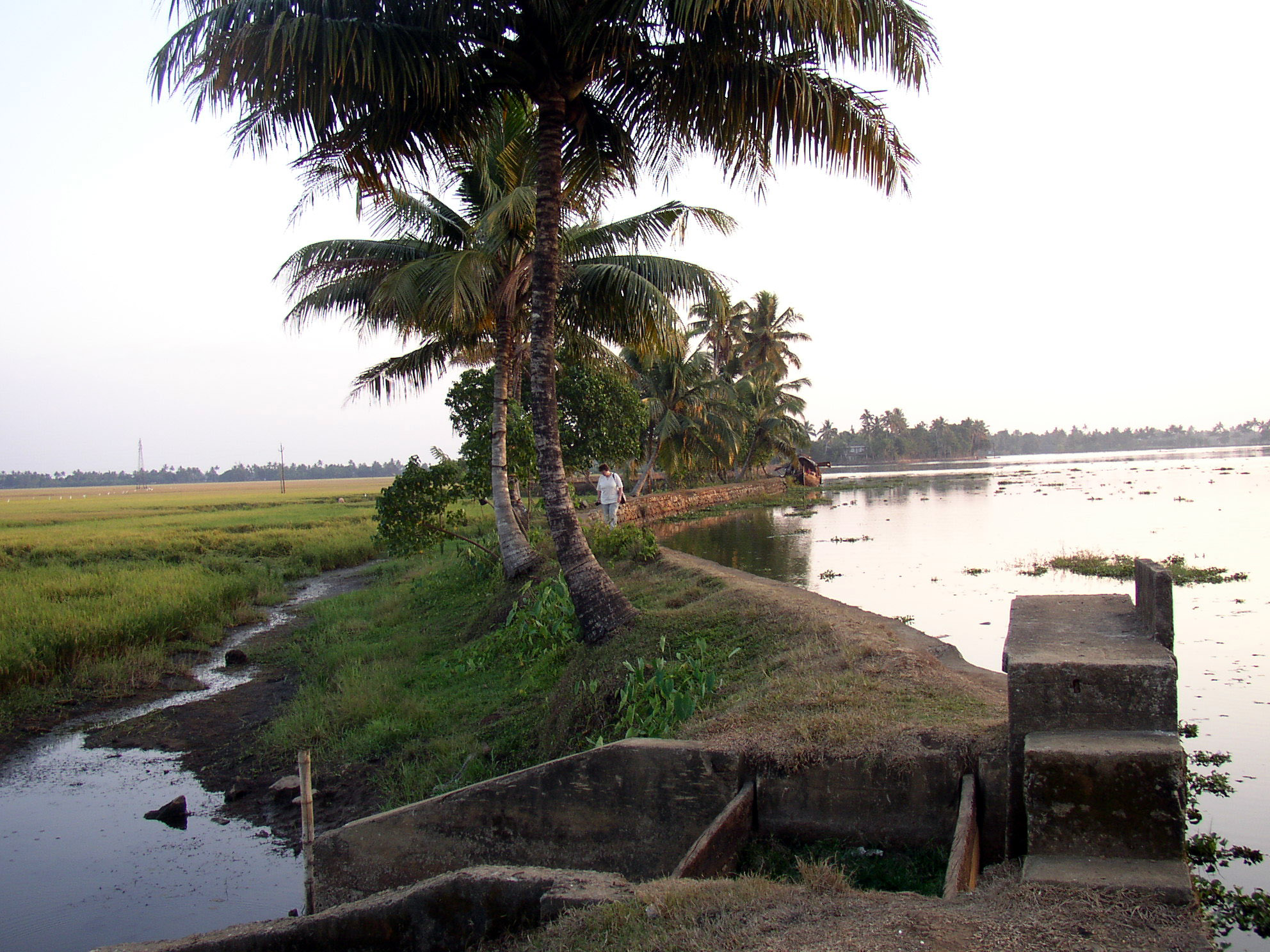
Rizière en bordure de canal
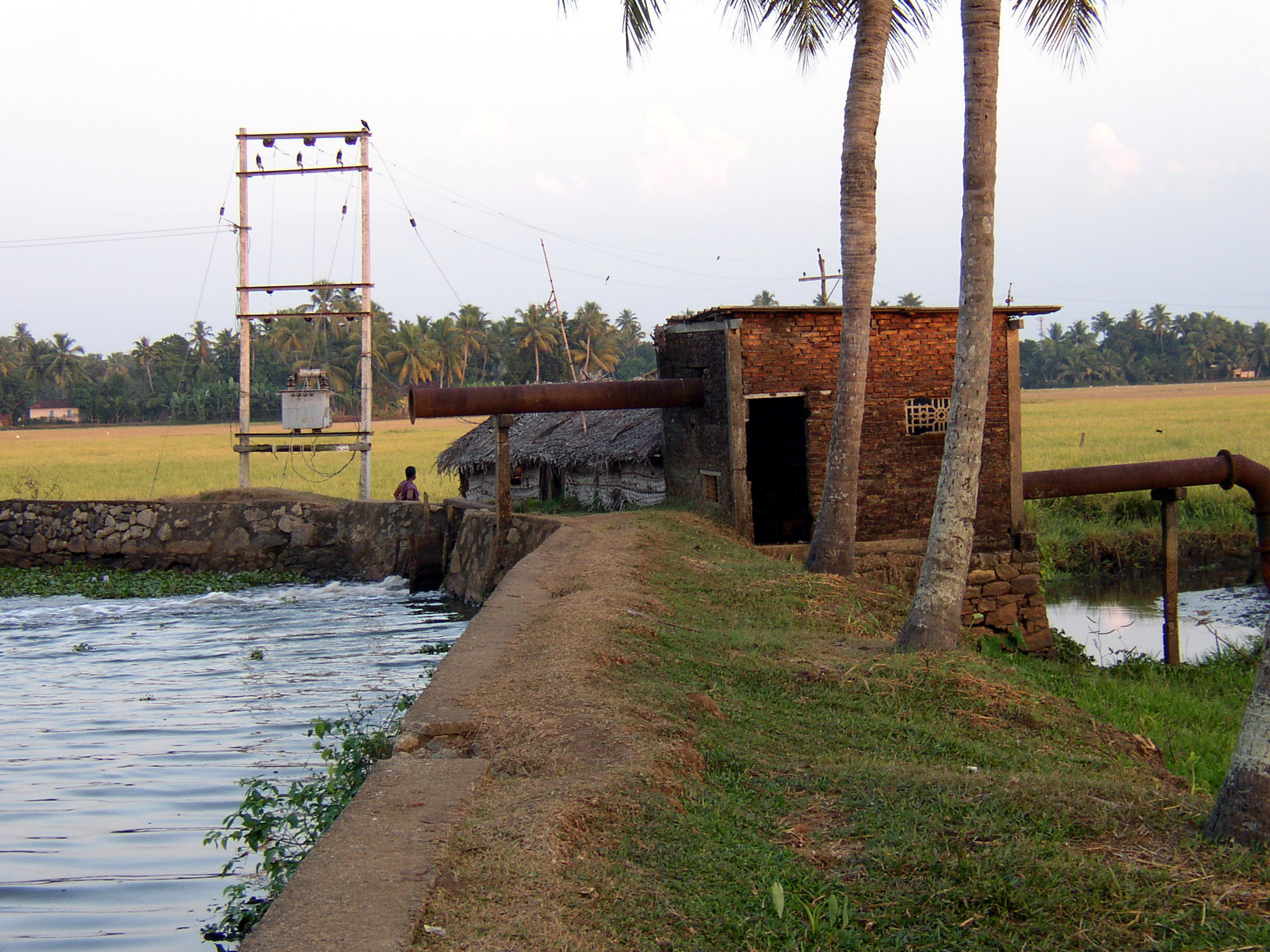
Station de pompage pour l'eau des rizières
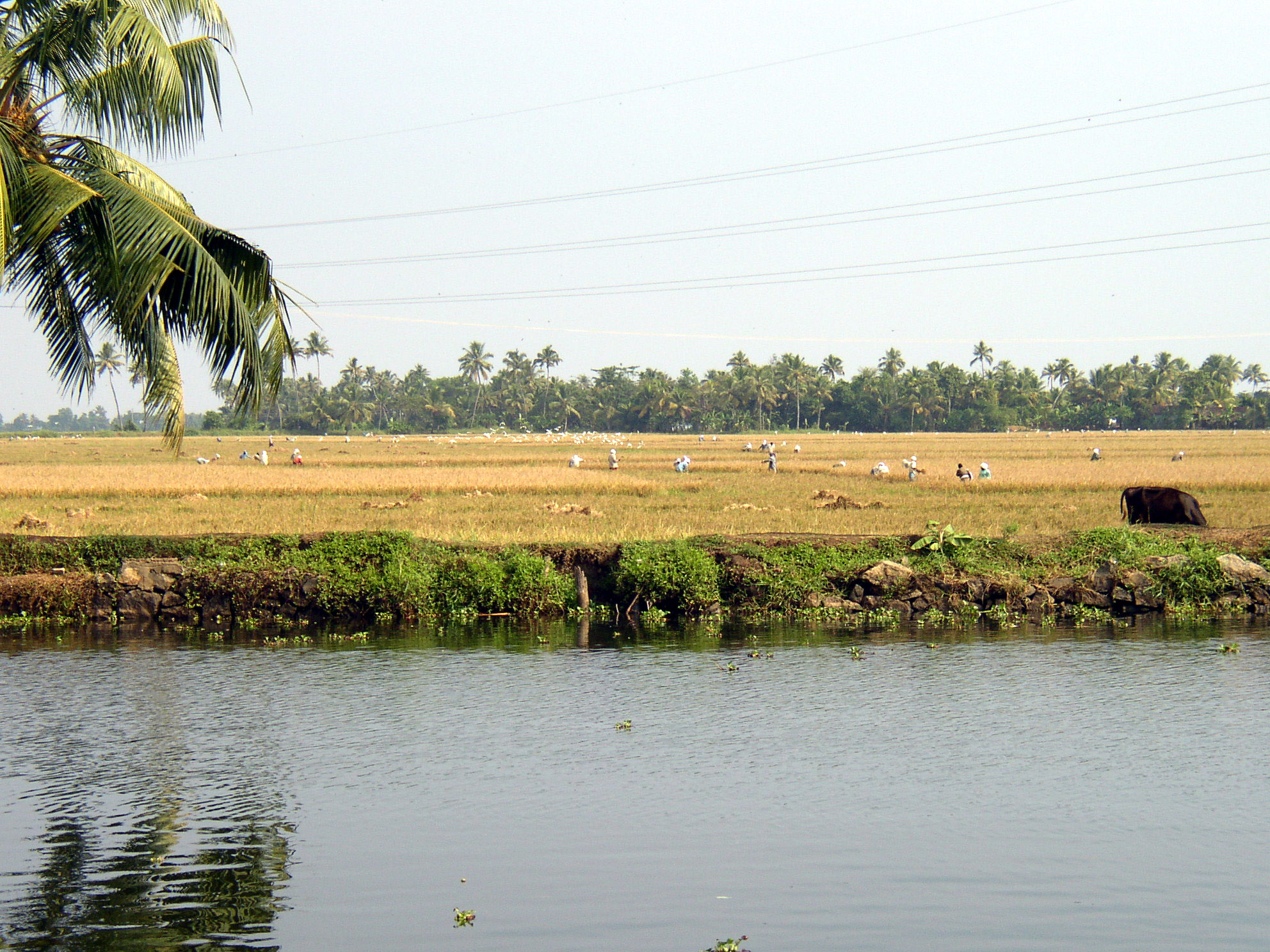
La récolte du riz. Février 2003.
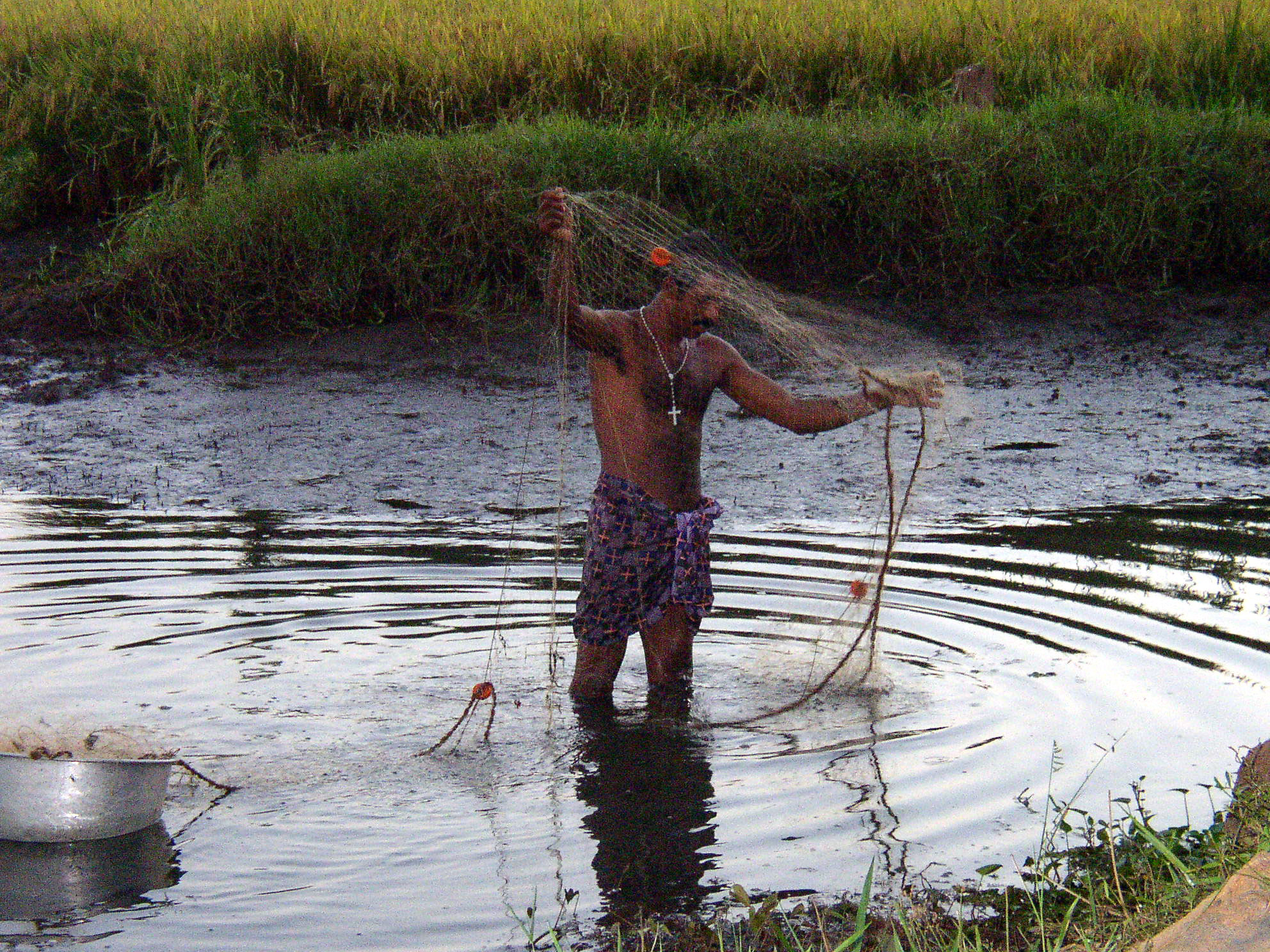
Pêcheur remontant son filet.
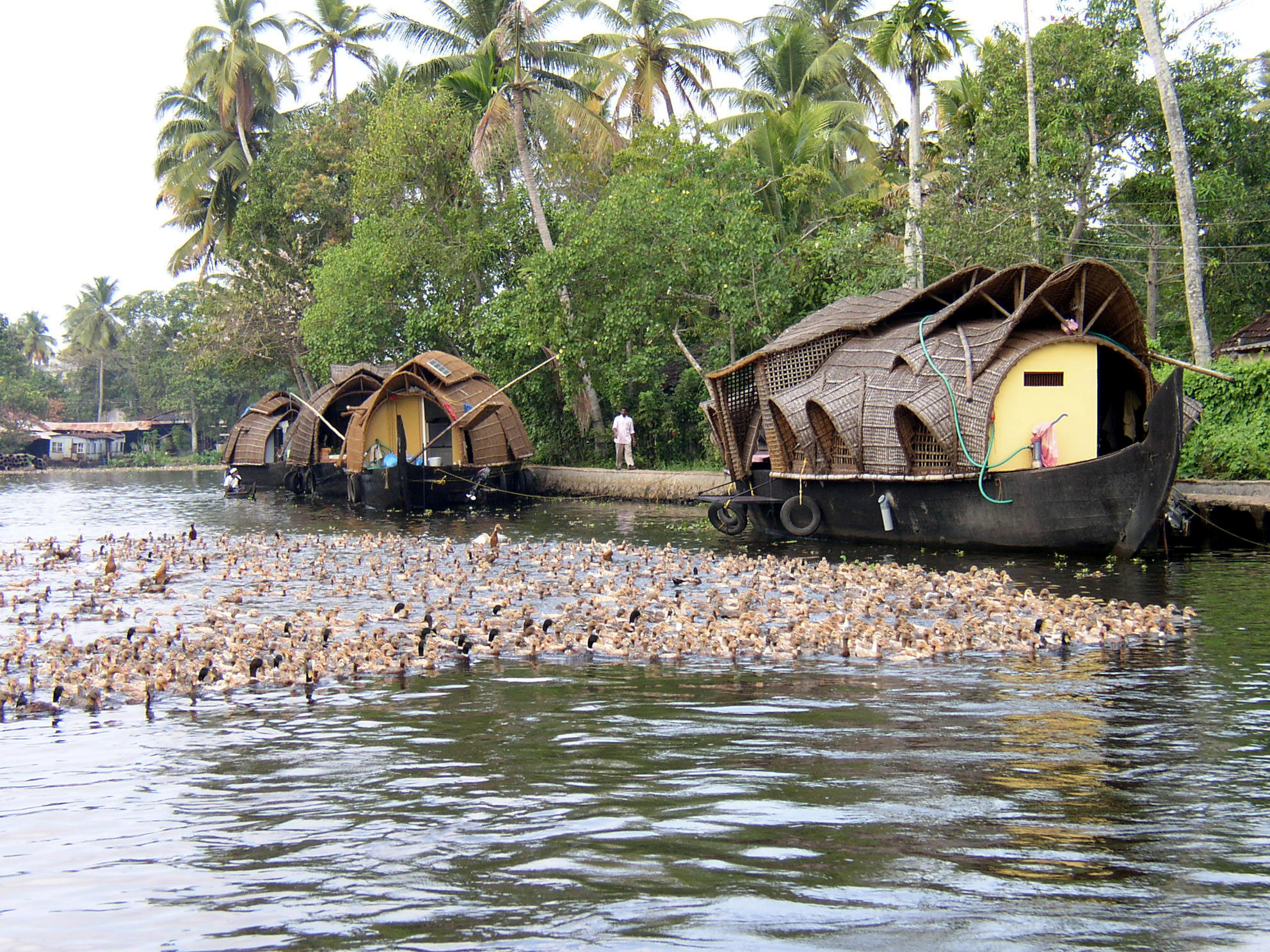
Élevage de canards dans un canal bordé de kettuvallam.
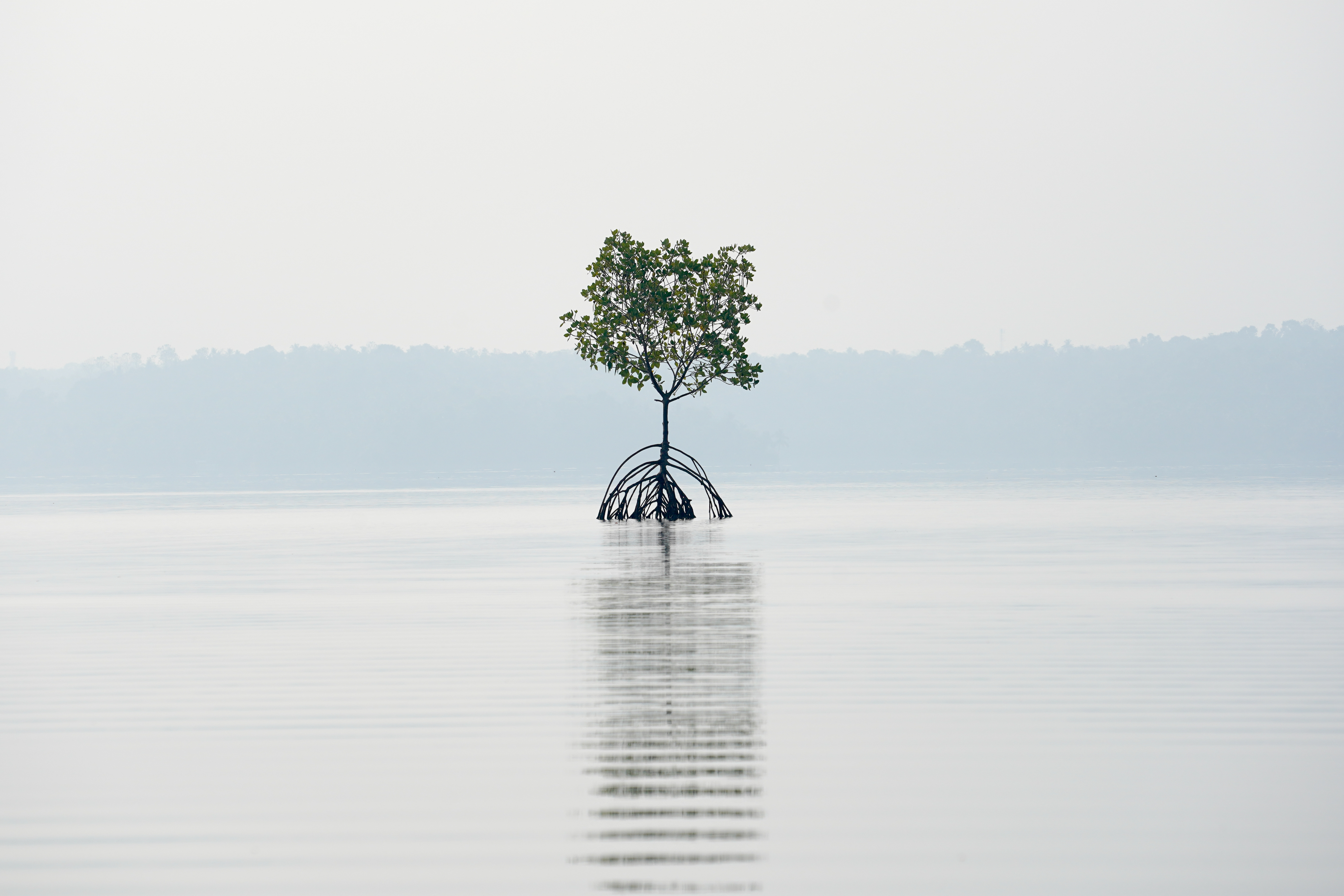
Palétuvier isolé dans le lac d'Ashtamudi aux Backwaters. Mars 2022.
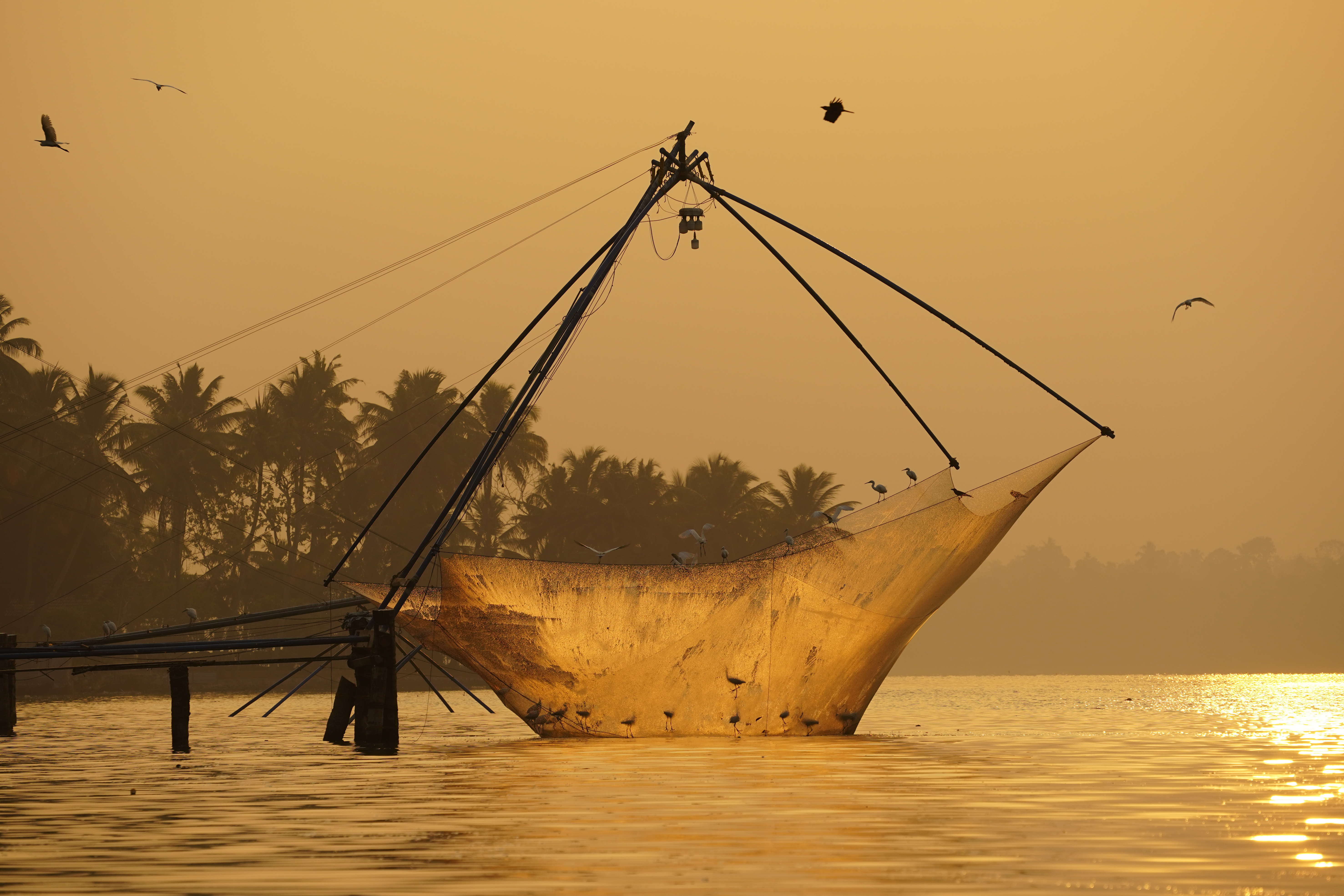
Un filet chinois sur le lac d'Ashtamudi des Backwaters. Mars 2022.